# Portishead
Portishead er en britisk musikgruppe fra Bristol. De er hovedsagelig blevet forbundet med trip-hop genren, selvom de har udtrykt modvilje overfor at blive associeret med en bestemt musikgenre. Bandet er opkaldt efter den nærliggende by af samme navn, 13 km  vest for Bristol.
Portishead har spillet i Danmark i Den Grå Hal 1995, på Roskilde Festival i 1998 og 2011, i KB-Hallen i 2008 samt på Northside Festival 2013.

## Discografi
Portishead har udgivet fire albums.
- 1994 Dummy
- 1997 Portishead
- 1998 Roseland NYC Live
- 2008 Third

Udover deres albumudgivelser har Portishead også været involveret i mange remixes og samarbejder med andre kunstnere.

## Eksterne links
- Portisheads officielle side
- Portishead på Myspace
- Uofficiel Portishead-side
- Pitchfork interview: Portishead, April, 2008
- Portishead: back on the beat, Telegraph, April, 2008
- Review af Wolverhampton Civic Hall show Arkiveret 22. september 2009 hos  Wayback Machine April, 2008
- Portishead feature på AOL Music Canada Arkiveret 10. maj 2008 hos  Wayback Machine
- Podcast af hele Portisheads 2008 Coachella performance